# Église de Nauvo
L'église de Nauvo (finnois : Nauvon kirkko) ou église de Nagu (finnois : Nagu kyrka) est une église construite à Nagu dans la municipalité de Parainen en Finlande.

## Présentation
La direction des musées de Finlande a classé l'église de Korpo parmi les sites culturels construits d'intérêt national.